# Ripley (New York)
Ripley ist eine Stadt am Südufer des Eriesees in Chautauqua County, im äußersten Westen des US-Bundesstaats New York. Das U.S. Census Bureau hat bei der Volkszählung 2020 eine Einwohnerzahl von 2.323 ermittelt.
Die Stadt wurde, noch zu dessen Lebzeiten, nach General Eleazer Wheelock Ripley benannt.

## Geographie
Die Stadt hat eine Gesamtfläche von 126,6 km² (Stand 2010). Die Straßen Interstate 90, US 20, NY 5 und NY 76 passieren Ripley.

## Geschichte
Erste Siedlungen in Ripley bestanden ab 1804, zeitgleich mit dem benachbarten Portland. 1813 wurde Portland unter Einbeziehung von Ripley zur Stadt erhoben, 1817 wurde dann Ripley aus Portland herausgelöst und als eigenständige Stadt gegründet.

## Bevölkerung
Im Jahr 2010 lebten 2415 Menschen in 1259 Haushalten in Ripley. Die Bevölkerungsdichte liegt bei 19,1 Personen pro km².

## Persönlichkeiten
In Ripley geboren
- Richard Ely (1854–1943), Ökonom
- Benjamin Franklin Goodrich (1841–1888), Gründer der B.F. Goodrich
- John Testrake (1927–1996), Pilot und Kapitän von TWA-Flug 847